# Лісна вулиця (Сіверськодонецьк)
Лісна вулиця — вулиця у Сіверськодонецьку довжиною 1 120 метрів. Починається від перетину з вулицею Івана Франка. Перетинає вулиці Енергетиків і Гоголя, провулок Гоголя і проспект Хіміків, провулок Лісний, вулицю Федоренка, провулок Фабричний, вулицю Богдана Хмельницького. Закінчується в районі перетину з вулицею вулицю Богдана Хмельницького, у 52-му мікрорайоні. Забудована багатоповерховими і одноповерховими житловими будинками.